# Mazar-e-Quaid
Mazar-e-Quaid (em urdu:  مزار قائد, Mausoléu Nacional), é o mausoléu que abriga a tumba do fundador do Paquistão, Muhammad Ali Jinnah. É um dos símbolos da cidade de Karachi ao redor do mundo.
O mausoléu (em urdu, persa e árabe mazār), terminado na década de 1960), situa-se no coração da cidade.
Sua estrutura é feita de mármore branco, com arcos curvos no estilo mourisco e grades de cobre situados sobre uma plataforma de 54 metros quadrados. Seu inner sanctum reflete um candelabro verde de cristal, presente dos povos da China. Em torno do mausoléu existe um parque, equipado com holofotes que iluminam o mármore durante as noites; o brilho da sepultura pode ser visto a milhas de distância.